# Suikerfabriek Moerbeke
De Suikerfabriek Moerbeke was een fabriek aan de Moervaart in Moerbeke-Waas, die tussen 1869 en 2007 onder verschillende namen heeft bestaan.

## Geschiedenis

### Ontstaan
Sucrerie Jules De Cock et Compagnie Comm.VA werd bij notariële akte opgericht op 7 augustus 1869 in Moerbeke-Waas. De oprichter en industrieel Jules De Cock, geboren in 1829 in Gent, verhuisde in 1870 samen met zijn gezin naar Moerbeke. De bouw en inrichting van de suikerfabriek in Moerbeke vond plaats in de eerste jaarhelft van 1871. Het fabrieksgebouw werd opgetrokken op gronden die Jules De Cock aankocht in 1870. Na 25 jaar verstreek de termijn van de commanditaire vennootschap op aandelen. Zoals zoveel andere bedrijven vormde de suikerfabriek zich om tot een naamloze vennootschap. Deze akte, verleden op 27 januari 1893, wijzigde de fabrieksnaam naar NV Sucrerie de Moerbeke-Waes.
De locatie voor de suikerfabriek was ideaal. Vervoer kon ten zuiden van de fabriek gebeuren via boten op de Moervaart, ten noorden via de steenweg - eerst per paard en kar en later per vrachtwagen - en ten oosten via de sporen. Via het station reden treinen vanuit Zelzate rechtstreeks de fabriek binnen, net zoals vanuit Lokeren over de Vapeurbrug.

### Uitbreidingen
De oorspronkelijke fabrieksgebouwen, silo's en constructies op het terrein moesten door de sterke groei van de suikerfabriek de daaropvolgende halve eeuw meerdere keren aangepast en/of uitgebreid worden. Hiervoor werden herhaaldelijk extra aanpalende percelen opgekocht.
Eerste grote uitbreiding in 1873De oppervlakte van de fabriek verdrievoudigde door schaalvergroting en investeringen in nieuwe machines.
Kleinere uitbreiding in 1881Aanleg van een broeikas. Hier werd in 1889 nog een deel aan bijgebouwd. In 1891 volgde een kleine uitbreiding door het optrekken van een lange, smalle ruimte tussen het hoofdgebouw en de cirkelvormige constructies die naar alle waarschijnlijkheid schoorstenen voorstelden.
Tweede grote uitbreiding in 1910Een gedeeltelijke reconstructie vond plaats door afbraken en heropbouw. In 1913 vonden kleine uitbreidingen plaats. Deze uitbreidingen waren nodig voor de integratie van fabricage en raffinage in één proces. Het werkterrein werd dus uitgebreid naar het raffineren van de ruwsuiker. De drijvende kracht hiervoor was ingenieur Paul Lippens.

### Tegenslagen
Crisis van 1873Ook de suikerfabriek van Moerbeke-Waas kon moeilijk het hoofd boven water houden. Internationale depressie had een massale overproductie, een ineenstorting van de prijzen en een hoogoplopende werkloosheid tot gevolg.
Eerste WereldoorlogBij de intrede van de Duitsers in Moerbeke brachten een dertigtal granaten schade toe aan de ketels en de machinehal. Hierdoor heeft de fabriek tijdelijk de deuren moeten sluiten. Na de oorlog werd de fabriek totaal vernieuwd en aangepast aan de noden van die tijd.
Crisis van de jaren 1930Tijdens de Grote Depressie raakte de suikerprijs uit evenwicht. Het plan Chadbourne pakte dit probleem aan met productiebeperkingen gecombineerd met invoertaksen. Voor de Moerbeekse suikerfabriek die zich bijna uitsluitend bevoorraadde met bieten uit Nederland, waren de gevolgen navenant.
Tweede WereldoorlogGedurende de eerste weken van de oorlog werd een groot aantal soldaten gehuisvest in de gemeente. De Duitse officieren werden onder anderen ondergebracht in het kasteel Lippens. Kort na de Belgische capitulatie in mei 1940 richtten de Duitsers een waar "Kriegsgefangenlager" op. Voor de gevangengenomen soldaten was plaats voorzien in de leegstaande gebouwen van de Cotenaarfabriek (Weverij en Ververij de Staercke-Cotenaar, Eksaardesedam 6) en de suikerfabriek. Deze heeft enkel in juni en deels in juli bestaan. De suikerfabriek werd beschoten bij de intrede van de vijandelijke troepen en de productie bleef in de beginjaren van de oorlog beperkt. Die herstelde zich redelijk snel tot op het niveau van de normale bezigheden.
Brand op donderdag 14 april 1966Ondanks de brand en de bluswerken liepen de kostbare machines en productieapparaten weinig of geen schade op. De schoonmaak- en herstelwerken werden onmiddellijk aangevat en de productie kon snel worden opgestart waardoor niemand van de 250 arbeiders tijdelijk werkloos werd. De drie opslagplaatsen en hun inhoud werden wel totaal vernield, met een groot financieel verlies. De vermoedelijke oorzaak was een kortsluiting in een schakelaar door het breken van een kabel van de rolbrug.

### Fusies/overnames[10]
- 1914: NV Sucrerie de Moerbeke slorpte de Zelzaatse suikerfabriek Tytgadt op die net failliet verklaard werd. Door de kapitaalverhoging werd de liberale familie Lippens voor het eerst meerderheidsaandeelhouder. In de akte van 27 maart 1914 kreeg de Moerbeekse fabriek ook de nieuwe naam Sucrerie et Raffinerie de Moerbeke.[11]
- Tussen 1929 en 1931: Sucrerie et Raffinerie de Moerbeke slorpte, onder leiding van Maurice Lippens, de Sucrerie Franz Wittouck te Zelzate op. De suikerfabriek ging na de fusie verder onder de naam Sucrerie des Flandres.
- 1932: samenwerking met de suikerfabriek van Escanaffles die tot dan eigendom was van Wittouck. In 1935 nam Moerbeke nog de suikerfabriek van Lillo over, die toebehoorde aan de Nederlandse Centrale Suikermaatschappij. De fabriek werd bijna onmiddellijk gesloopt maar voor Moerbeke betekende dat weer een concurrent minder.[8]
- 1956: de suikerfabriek is er in geslaagd haar concurrent uit Berendrecht op te slorpen, wat een zoveelste schaalvergroting betekende. Het bedrijf begon zich in de regio op te werpen als één van de belangrijkste bietenverwerkende bedrijven. De landbouw kon niet meer zonder de steun van de fabriek en omgekeerd. Daarenboven was er ook een stijging in het personeelsbestand merkbaar.[12]
- 1989: een naamswijziging werd doorgevoerd naar NV Suikergroep. Daarin werden de suikerfabrieken van Moerbeke, Escanaffles, Frasnes-lez-Buissenal en Moerbeke-Kwilu[13] in Congo opgenomen.
- 2003: Iscal Sugar werd nieuw opgericht, hieronder vielen de suikerfabrieken van Moerbeke, Frasnes-lez-Buissenal, Fontenoy en Furnes.

### Sluiting en sloop
Op Europees niveau werd er in november 2005 overeenstemming bereikt over hervorming van de suikersector met als doel deze een duurzame toekomst binnen de EU te bezorgen. Om de vrijwillige vermindering van suikerproductie te bevorderen werd een tijdelijke regeling voor de herstructurering van de suikerindustrie ingesteld in de vorm van financiële steun. Ondernemingen konden een aanvraag indienen om in aanmerking te komen voor steun uit het herstructureringsfonds.
Naar aanleiding van deze steunmaatregel maakte de directie van Iscal Sugar op 26 december 2007 op de ondernemingsraad bekend dat de suikerfabriek te Moerbeke zijn deuren zou sluiten.
Anderhalf jaar na de sluiting startten de afbraakwerken. De sloop van de bijna 150 jaar oude fabriek duurde tot de zomer van 2010.

### Toekomst
Na burgerparticipatie werd er een masterplan afgeklopt met vijf bouwvelden waar onder andere wonen, ondernemen in een KMO-zone, ontspanning en natuur samen zullen worden gebracht. Er is sprake om de Vapeurbrug mee op te nemen als onderdeel van de fietssnelweg tussen Moerbeke en Lokeren.
De eerste appartementsblokken werden in 2021-2022 gebouwd in de vorm van suikerklontjes als verwijzing naar de suikersite waarop ze gebouwd zijn. De blokken hebben de toepasselijke naam Residentie De Zoete Vaart meegekregen door hun ligging aan de Moervaart.

## Werking

### Bietencampagne
De suikerbiet is een seizoensgewas, wat ervoor zorgde dat er tijdens een bepaalde periode van het jaar een massatransport georganiseerd moest worden naar de diverse suikerfabrieken. Hierdoor moest er in de fabrieken ook veelal met seizoenarbeiders gewerkt worden. De zogeheten bietencampagne vond plaats van september tot en met januari. Tijdens de bietencampagne werd er volcontinu gewerkt omdat het stilleggen van de vele machines en stoomketels onmiddellijk voor grote verliezen zouden zorgen. De fabriek had steeds een buffervoorraad bieten liggen voor het geval dat boten vastvroren of wanneer er door slecht weer niet geoogst kon worden. Suikerbieten hebben de eigenschap vrij snel na het rooien hun suikergehalte te verliezen waardoor het belangrijk was dat deze zo snel mogelijk na oogst verwerkt werden.
De eerste bietencampagne in de suikerfabriek te Moerbeke-Waas (Sucrerie Jules De Cock et Compagnie) vatte aan in augustus 1871 en leverde 1070,80 ton suiker op.

### Aanvoer bieten en brandstoffen & afvoer ruwe suiker en nevenproducten

#### Wegen
De suikersite is momenteel gelegen langs de Opperstraat, die westelijk richting Wachtebeke gaat, en oostelijk naar Stekene. De aanleg van de eerste steenweg gebeurde in de tweede helft van de 19e eeuw. In de beginjaren van de suikerfabriek gebeurde de aanvoer van suikerbieten uit naburige gemeenten nog met paard en kar.

#### Water
De suikerfabriek lag strategisch langs de Moervaart. Nog voor de oprichting van de suikerfabriek werden er sinds het midden van de 19de eeuw verbeteringswerken uitgevoerd om de vaart beter bevaarbaar te maken. Deze gekanaliseerde noordelijke arm van de Durme werd vroeger reeds gebruikt voor het vervoer van turf en later dus ook voor suikerbieten. De suikerfabriek stond op die manier in verbinding met het kanaal Gent-Terneuzen en had via de andere kant een aansluiting op de Schelde.
De Moervaart was niet enkel belangrijk voor de aanvoer van de suikerbieten maar ook voor de lozing van het vele water dat nodig was bij de reiniging van de bieten.
Op vandaag heeft de Moervaart weinig economische betekenis en wordt ze bijna uitsluitend gebruikt voor pleziervaart. De Moervaart is gemiddeld 20 meter breed en heeft daarom ter hoogte van de suikerfabriek een zwaaikom met een straal van circa 40 meter zodat de boten kunnen draaien.

#### Spoor
Spoorlijn 77 (Sint-Gillis-Waas - Zelzate) had een station in Moerbeke en stond mee in voor het bietenvervoer per trein. Ook vanuit het zuiden kwamen de bieten over het spoor vanuit Lokeren via spoorlijn 77A tot in Moerbeke. Hier werd in de beginjaren naar gerefereerd als de "IJzeren Weg". Hierbij spoorde men over de Vapeurbrug. De brug had een overspanning van 37 meter, een vrije hoogte van 5 meter en werd ontworpen voor een belasting van 35,7 ton.
Sinds 1971 is de brug in onbruik geraakt voor treinverkeer en is ze omgebouwd tot een wegbrug voor vrachtwagens tijdens de bietencampagne. In 2001 werd de brug beschermd als monument, waardoor ze bij de afbraak van de fabriek niet mee werd afgebroken. Sinds 2016 zijn er plannen om de brug weer in gebruik te nemen als onderdeel van de fietssnelweg tussen Moerbeke en Lokeren, bij de herinrichting van de suikerfabrieksite.
Het oude stationsgebouw van Moerbeke werd vanaf 1960 uitsluitend nog gebruikt voor bietentransport. De laatste bietentrein reed op 21 december 2007 de suikersite binnen, daags voor de aankondiging door Iscal Sugar om de vestiging te willen sluiten. In 2013 werd het spoor volledig uitgebroken.
Tijdens het begin van de 20e eeuw werd de aanvoer van suikerbieten over de Moervaart steeds minder rendabel. Als oplossing is men gaan participeren in de toenmalige Zeeuwsch-Vlaamsche Tramweg-Maatschappij. Vanuit Zeeuws-Vlaanderen konden de bieten dan via de tramlijn Drieschouwen - Moerbeke aangevoerd worden. De lijn werd geopend in 1916 en in december 1949 werd het goederenvervoer stilgelegd en de lijn opgebroken.

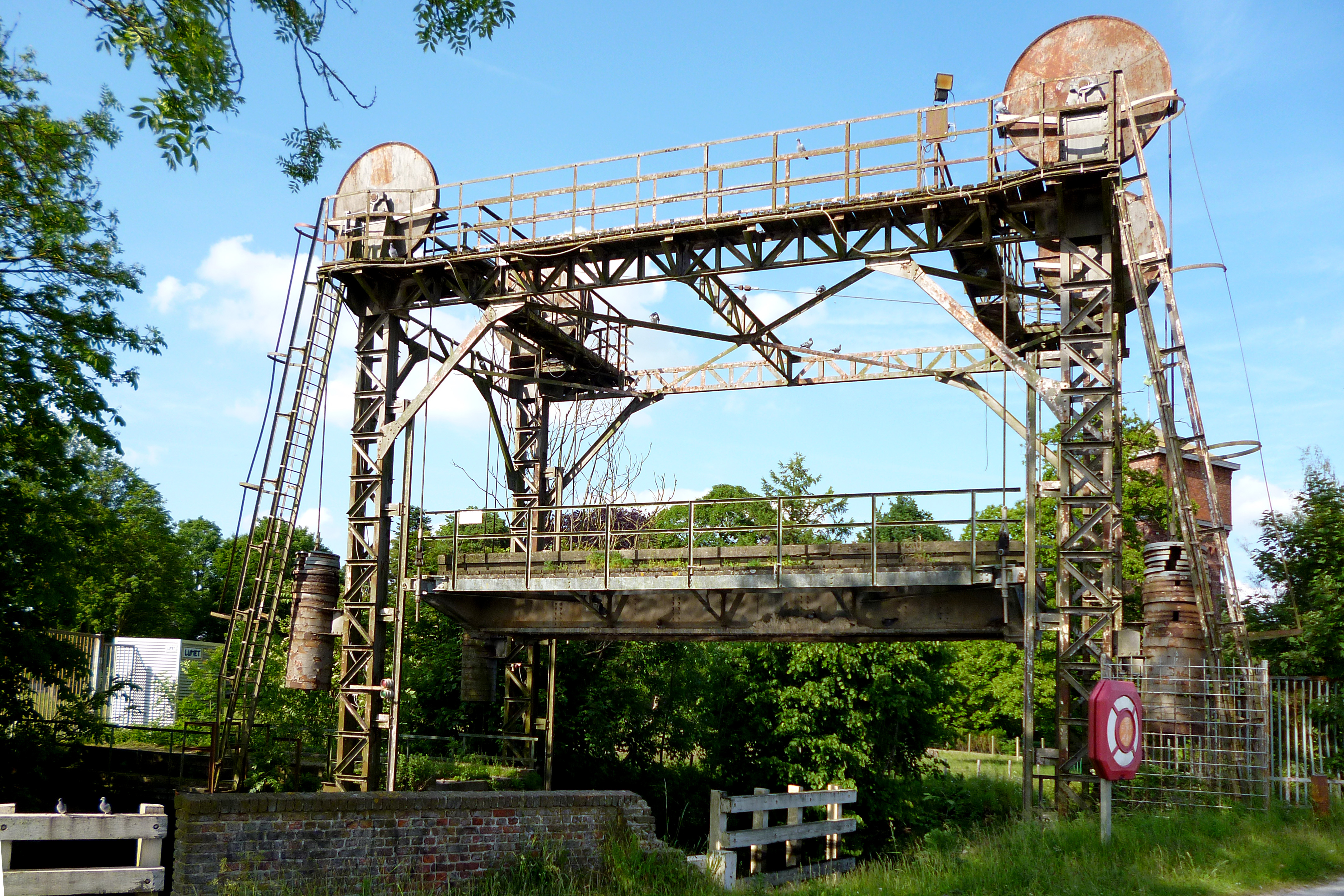
Vapeurbrug - spoorlijn over de Moervaart
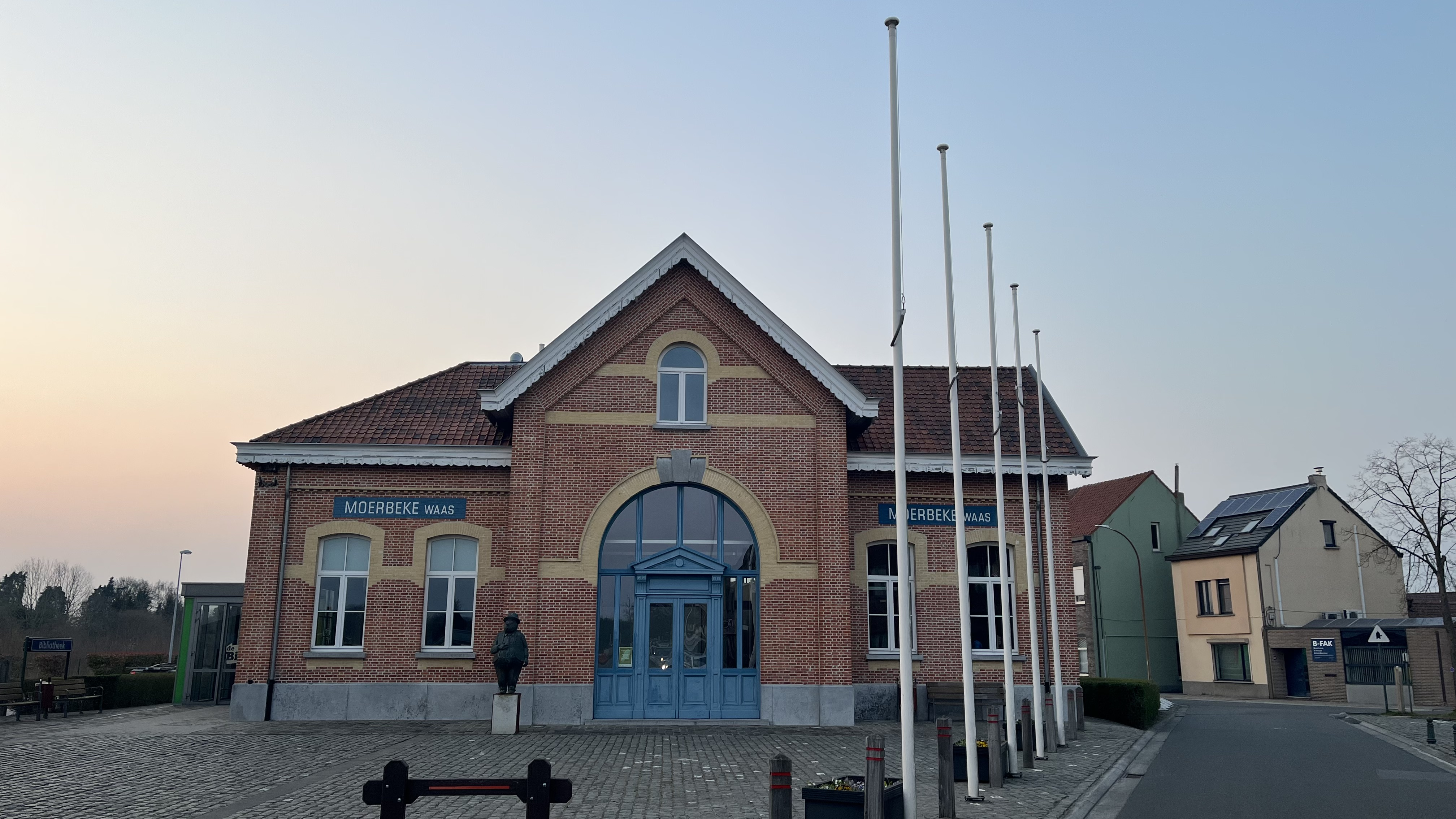
Stationsgebouw Moerbeke anno 2022

### Verhandeling producten
De eerste lading ruwe bietsuiker uit 1871 ging vooral naar buitenlandse raffinaderijen (Londen, Parijs, Rotterdam). Dit duidt op de onmiddellijke grootschaligheid van het bedrijf.
Ook nevenproducten zoals pulp en melasse werden afgevoerd. De fabriek produceerde en verkocht tijdens de jaren '20 tot '50 veevoeder genaamd Ercus, onder andere bestemd voor paarden. Dit was fijn gesneden stro gedrenkt in melasse, gedroogd en opgezakt in zakken van 50 kg.  Als je de naam Ercus omdraait, dan krijg je Sucre, het Franse woord voor suiker.

## Impact voor gemeente Moerbeke

### Politiek
De liberale familie Lippens had op alle vlakken impact in de gemeente Moerbeke. Zo was de familie Lippens medeaandeelhouder van de suikerfabriek van bij de oprichting.
Gezien de vele landbouwgezinnen werd Moerbeke meer tot het katholieke kamp gerekend. Toen Auguste Lippens na de dood van de katholieke burgemeester Armand Boschman werd aangesteld kwam er een liberaal aan het hoofd. Hij werd door velen aanzien als de man die de naweeën van de crisis van de jaren '30 oploste, ook al had hij vooral door zijn kapitaal veel invloed kunnen uitoefenen. De liberale partij begon zich op nationaal niveau steeds radicaler uit te spreken. Een tendens die ook in Moerbeke voelbaar was met kritiek van de katholieken als gevolg. Vanaf 1847 zette August zich actief in om de toegangswegen naar Moerbeke te laten verbeteren. Hij liet waterwegen - waaronder de Moervaart - uitbaggeren, beide spoorlijnen aanleggen en zowel de oude kasseiweg als de latere steenweg aanleggen richting de Terwestmolen en de Opperstraat.
Uiteindelijk werd de suikerfabriek een liberaal bastion dat op politiek vlak recht tegenover de katholieke scheepswerf van Van Garsse stond. Bestuurders combineerden  hun economische activiteiten met lokaal of regionaal politiek mandaat. Hierbij een overzicht van aandeelhouders en/of bestuurders/directeurs die ook actief waren in de Moerbeekse politiek:
- Auguste Lippens werd in 1846 liberaal gemeenteraadslid in Moerbeke in op 21 juni 1847 burgemeester tot aan zijn dood in 1892
- Jules De Cock was tussen 1876 en 1899 liberaal gemeenteraadslid
- Jean Mariën vervulde vanaf 1907 een rol als liberaal gemeenteraadslid
- Hippolyte de Kerchove d' Exaerde volgde August Lippens op als burgemeester in 1895 tot zijn dood in 1906
- Maurice Lippens was burgemeester van 1906-1920 en van 1926-1938

### Economisch
Auguste Lippens had een economische modernisering voor Moerbeke voor ogen. De oprichting van de suikerfabriek paste hier mooi in en vormde mee het industriële landschap van Moerbeke. Gezien zijn nauwe banden met landbouwverenigingen voor zijn burgemeesterschap was de keuze voor agro-industrie zeer voor de hand liggend. De blauwen hadden sinds het burgemeesterschap van Auguste Lippens al heel wat cultureel opgericht waar ze zelf in zetelden zoals de harmonie, de lokale afdeling van het Willemsfonds en de eerst reizende en later vaste bibliotheek
De suikerfabriek was tevens de belangrijkste werkgever in de streek, financierde talrijke verenigingen, liefdadigheidswerken en gemeentelijke initiatieven.
De lonen voor mannelijke arbeiders lagen in de Moerbeekse suikerfabriek redelijk hoog in vergelijking met andere industrietakken.
Behalve de fabrieksterreinen en -gebouwen had de NV ook enkele percelen en huizen in Moerbeke in eigendom die onder meer bestemd waren als arbeiderswoningen, directeurswoning en ingenieurswoningen.

### Sociaal
Veel Moerbekenaren die in de omgeving van de suikerfabriek woonden, hadden een stuk grond in pacht bij de familie Lippens in 1870. Niemand zal er ook maar aan gedacht hebben om een klacht in te dienen tegen de oprichting van een fabriek waarvan hun grondeigenaar en burgemeester aandeelhouder was. Er werd dus geen bezwaar ingediend door de inwoners voor de oprichting van de suikerfabriek in 1870.
Uit onderzoek op basis van de kwaliteit van huisvesting is gebleken dat tussen 1861 en 1891 de sociale ongelijkheid in Moerbeke-Waas gestegen is ondanks de opstart van de suikerfabriek. In 1891 was een groter deel van de Moerbeekse bevolking arm geworden. Een verklaring werd hier niet voor gegeven.
De directeurswoning werd gebouwd langs de westzijde van de spoorlijn in 1870. Langs de oostzijde van de spoorlijn werden 6 rijhuizen gebouwd in 1872 waar enkele bedienden van de suikerfabriek in huisvestten.
Bij de crisis van de jaren '30 was de gemeentekas, met daaronder de werklozenkas, een paar maanden volledig leeg. Op de partijraad van november 1933 wou de partij onder leiding van Maurice Lippens de arbeiders van de suikerfabriek  voorzien in gratis levensmiddelen om zo de ergste nood te lenigen. Onder andere schepen Ducheyne was tegen dit idee gekant omdat dit indruiste tegen de liberale filosofie en hij de zelfstandige handelaren niet in het harnas wou jagen waardoor het plan niet door ging.
Tijdens de Tweede Wereldoorlog richtte het gemeentebestuur een rantsoeneringsdienst op. Via een rantsoenkaart konden burgers o.a. kolen verkrijgen maar de aanvoer bleek ontoereikend. Ondanks een uitdrukkelijk verbod van de regering heeft men de kolen van de suikerfabriek opgeëist om dit probleem op te lossen.

##### Fabriekspersoneel

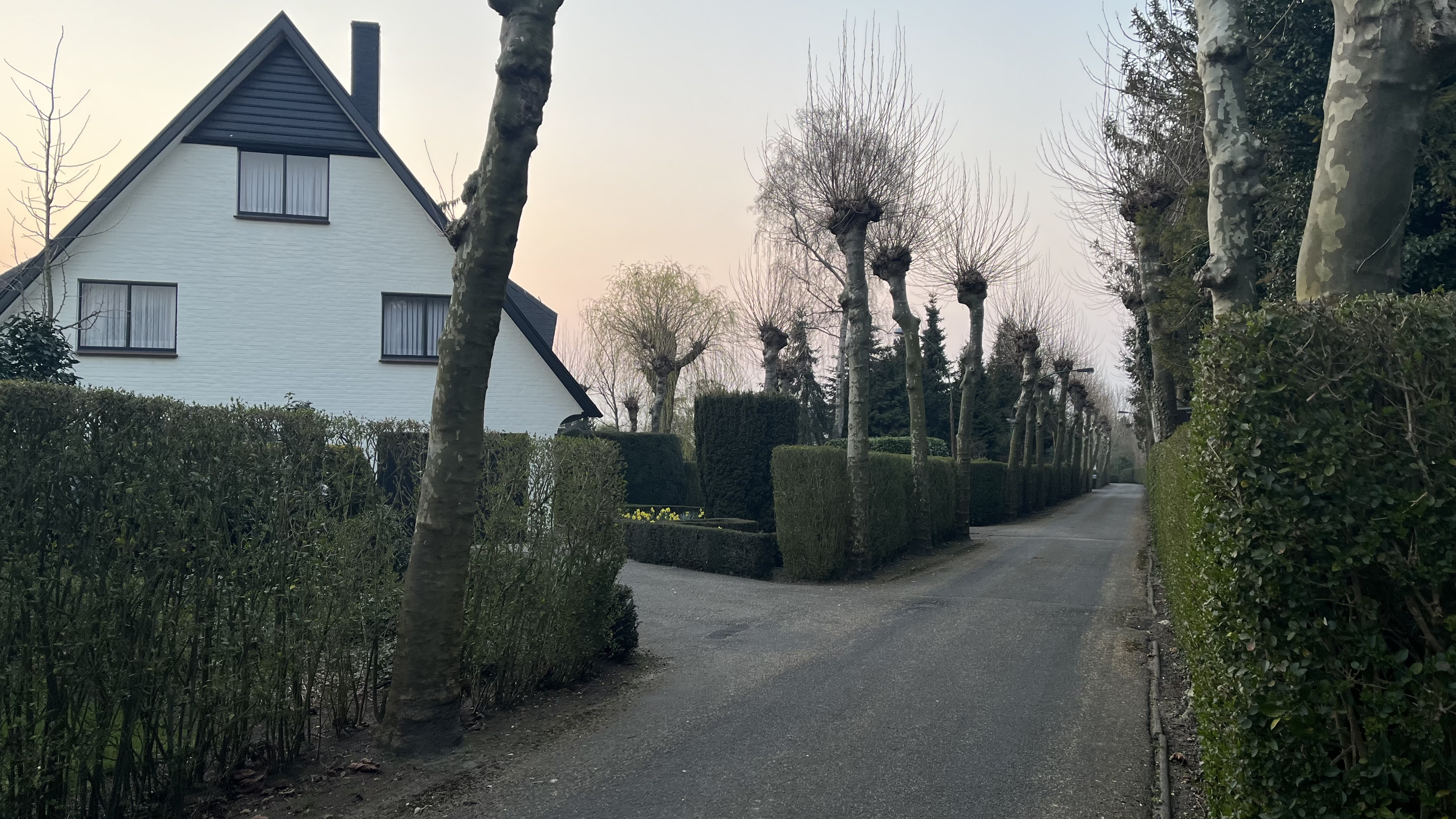
De Siroopdreef waar de ingenieurs van de fabriek en de burgemeester woonden.

Tijdens de bietencampagne werden er heel veel ongeschoolde arbeiders in dienst genomen, de voornaamste kwaliteiten waren toen ook discipline, oplettendheid en in acht nemen van voorzichtigheid. De eerste jaren kwamen ervaren monteurs en technici van machineleverancier Cail et Halot de ongeschoolde arbeiders opleiden. Er wordt verondersteld dat de ongeschoolde arbeiders vaak uit landbouwerskringen gerekruteerd werden omdat er in landbouwgebieden zoals Moerbeke vaak een groot aanbod van ongeschoolde arbeidskrachten was.
Naast seizoenarbeiders was er ook een ploeg vast personeel. Zij bekleedden functies waarbij het van belang was ervaring en deskundige vakkennis te hebben. Enkele van deze functies waren de suikerkoker, machinist, technisch (onder)directeur, ploegbaas, boekhouder, conciërge en timmerman. Hun maandloon lag ook beduidend hoger en sommigen kregen zelfs een woonst ter beschikking van de fabriek. De woningen voor de ingenieurs en de burgemeester waren gebouwd tegenover de suikersite in een zijdreef van de Opperstraat. Deze dreef kreeg de bijnaam Siroopdreef en Melassedreef omdat in de beginjaren van de fabriek door het hoger bestuur vooral Frans gesproken werd.

##### Landbouwers
De boeren waren in het begin niet happig op de omschakeling naar het voor hen nog ongekende gewas, de suikerbiet. De teelt was zeer uitputtend voor hun grond met de toen gebruikte meststoffen. De rijke poldergronden in het noordelijke België leenden zich hier echter ideaal toe, net zoals de rivier- en zeekleibodem in het nabijgelegen Zeeuws-Vlaanderen. De bietencontracten met de suikerfabrieken hielden ook in dat de fabriek guano en kwalitatief zaad verstrekt aan de boeren. Vanaf het begin van de jaren 1870 werden gewassen zoals vlas en meekrap minder winstgevend waardoor de boeren meer afhankelijk werden van de suikerbietenteelt.
Tijdens de beginjaren had de suikerfabriek contracten afgesloten met net geen 1000 boeren. Hiervan waren 72% in Zeeland gevestigd verspreid over 49 gemeenten en 38% in België, quasi allemaal uit provincie Oost-Vlaanderen, met als koplopers 95 boeren uit Moerbeke (Koewacht, Kruisstraat en Moerbeke Dorp), 57 uit Wachtebeke, 43 uit De Klinge en 33 uit Meerdonk.
Door de versnippering van het teeltgebied ontstond een nieuwe functie binnen de fabriek, die van agent. Deze fungeerde als tussenpersoon ter plaatse, stelde de contracten op,  controleerde het werk op het veld en stond in voor het wegen en laden van de bieten tijdens de campagne.

## Overzichtslijsten

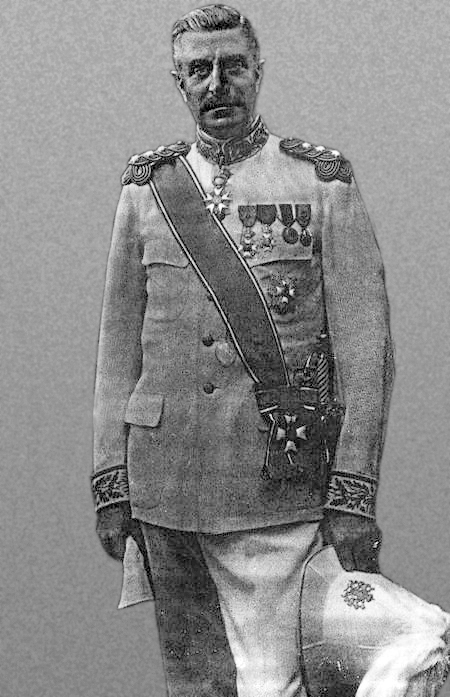
Maurice Auguste Lippens (1875 – 1956)

### Aandeelhouders
Hierbij een impressie maar zeker geen volledige lijst van de aandeelhouders door de jaren heen.
|                                      | 1869  | 1893  | 1914   |
| ------------------------------------ | ----- | ----- | ------ |
| Jules De Cock (& vrouw)              | 6,25% | 5,0%  |        |
| Cail & Halot                         | 12,5% | 10,0% |        |
| Auguste Lippens                      | 12,5% | 15,0% |        |
| Dominique Soenen                     | 12,5% | 10,0% |        |
| Eugène Vanderhaeghen                 | 12,5% | 7,5%  |        |
| Eugène Lippens                       | 6,25% | 5,0%  |        |
| Auguste Hesnault                     | 6,25% | 2,5%  |        |
| Auguste Claus                        | 6,25% | 2,5%  |        |
| Jules Claus                          | 6,25% | 2,5%  |        |
| Norbert Claus                        | 6,25% | 7,5%  |        |
| Charles Gilquin                      | 6,25% |       |        |
| Alfred De Vos                        | 6,25% | 5,0%  |        |
| Théophile De Keyser                  |       | 2,5%  |        |
| Mevr. Mortureux- Huser               |       | 2,5%  |        |
| Amélie van den Berghen               |       | 5,0%  |        |
| Gravin de Kerchove de Denterghem     |       | 5,0%  | 14,53% |
| Mevr. Hippolyte de Kerchove- Lippens |       | 12,5% | 23,42% |
| Edgard Lippens                       |       |       | 2,77%  |
| Maurice Lippens                      |       |       | 4,11%  |
| Paul Lippens                         |       |       | 15,32% |
| Overige bij oprichting Sucrerie      |       |       | 39,85% |

### Directieleden
Deze impressie is geen volledige lijst van de directieleden door de jaren heen.
- 1869-1899 Jules De Cock
- 1899-1900 Hugo Gross (Oostenrijker)
- 1900-1901 Edmond Klinge (Duitser)
- 1901- Jean Mariën
- Roland Barbary
- 1965-2006 Oswald Adriaensen

Hierbij een impressie maar zeker geen volledige lijst van de algemeen bestuurders door de jaren heen.
- 1869- Jules De Cock
- 1893- Leon Leirens
- 1893- Hippolyte Lippens
- 1893- Emile Halot
- 1893- Eugène Lippens
- 1930-1954 Albert Mariën
- x-2006-2009-2012-x Florence Lippens (herbenoemd)
- x-2006-2009 Maurice Lippens (herbenoemd)
- x-2006-2009 Ludovic de Meeûs d'Argenteuil
- x-2008-2011-x Paul Lippens (herbenoemd)
- x-2009-2012-x Jessica Lippens (herbenoemd)
- x-2009-2012-x Adeline Lippens (herbenoemd)
- x-2009-2012-x Guillaume Coppée (herbenoemd)
- 2004-2010-x Olivier Lippens
- 2005-2007 Graaf Guillaume d'Arschot Schoonhoven
- 2012-x Jérôme Lippens

## Trivia
- Kunstwerk Het Suikerkristal werd geschonken door de suikerfabriek aan de gemeente Moerbeke op 24 augustus 2000. Het werk is een abstracte voorstelling van een suikerkristal door de hand van beeldhouwster Hilde Van Sumere. Bij het binnenrijden van Moerbeke via Wachtebeke zie je deze imposante verschijning terug op het rondpunt vlak bij de voormalige suikersite.[32]
- Na de sluiting schonk Iscal Sugar een van de groene rangeerlocomotieven aan de gemeente Moerbeke. De Deutz 55815 is een diesellocomotief uit 1954 die gebruikt werd om binnen de fabriek bietenwagons te trekken. Deze staat nu bij het voormalige stationsgebouw opgesteld op een stukje van de oorspronkelijke spoorverbinding die na de afbraak bewaard is gebleven.[33]
- Speelpleinwerking te Moerbeke genaamd "De Suikerspin" heeft vijf leeftijdsgroepen: boontjes (kleuters), bietjes (1ste en 2de leerjaar), klontjes (3de en 4de leerjaar), silo's (5de en 6de leerjaar) en supersilo's (1e tot 3e middelbaar). Hier werd bij alle benamingen verwezen naar de suikerproductie.[34]
- De straat met de rotonde waar de nieuwe Gemeentelijke Basisschool De Vlinderdreef gebouwd werd (Zwaaikom 1, 9180 Moerbeke-Waas), is vernoemd naar de draaiplaats voor schepen aan de suikerfabriek op de Moervaart.
- Tijdens de Tweede Wereldoorlog werd, onder het bestuur van Mariën, één van de stoomketels ter beschikking gesteld aan het verzet als wapendepot.[8][11]
- Marc Sleen introduceert in zijn 11de album van Nero, De Zwarte Voeten (1950), het personage Meneer Pheip dat gebaseerd zou zijn op Jean Mariën en eveneens directeur van een suikerfabriek is in de stripreeks. Bij de opening van de nieuwe bibliotheek in Moerbeke in 2006 werd er ook een bronzen standbeeld van Meneer Pheip geplaatst, waarbij hij met zijn ogen gericht staat naar de suikerfabriek. Het beeld, van de hand van Guy Du Cheyne, is 1,65m hoog en staat op het pleintje voor de bibliotheek.[35]
- Het wapenschild van Moerbeke is vaak voer voor discussie, omvat het naast gekruiste spaden nu een suikerbiet of een raap. Eerdere versies daterende van 1818 omvatten het symbool ook al waardoor het eerder een raap zal zijn die al sinds de 16e eeuw in het Waasland verbouwd werd in plaats van een suikerbiet welk pas sinds de oprichting van de fabriekt geteeld werd.[36][37]
- De heemkundige kring van Moerbeke heeft op 23 juni 2017 zijn 25-jarig bestaan gevierd met een nieuwe naam en nieuw logo. De nieuwe naam Ercus verwijst naar het veevoeder dat in de 20e eeuw in de suikerfabriek geproduceerd en verkocht werd.[24]
- Zelfs de carnavalsvereniging in de wijk Terwest die van 1993 tot en met 2003 bestond had de suikerproductie als inspiratiebron gebruikt voor hun naam: "Orde van de suikerbeete".

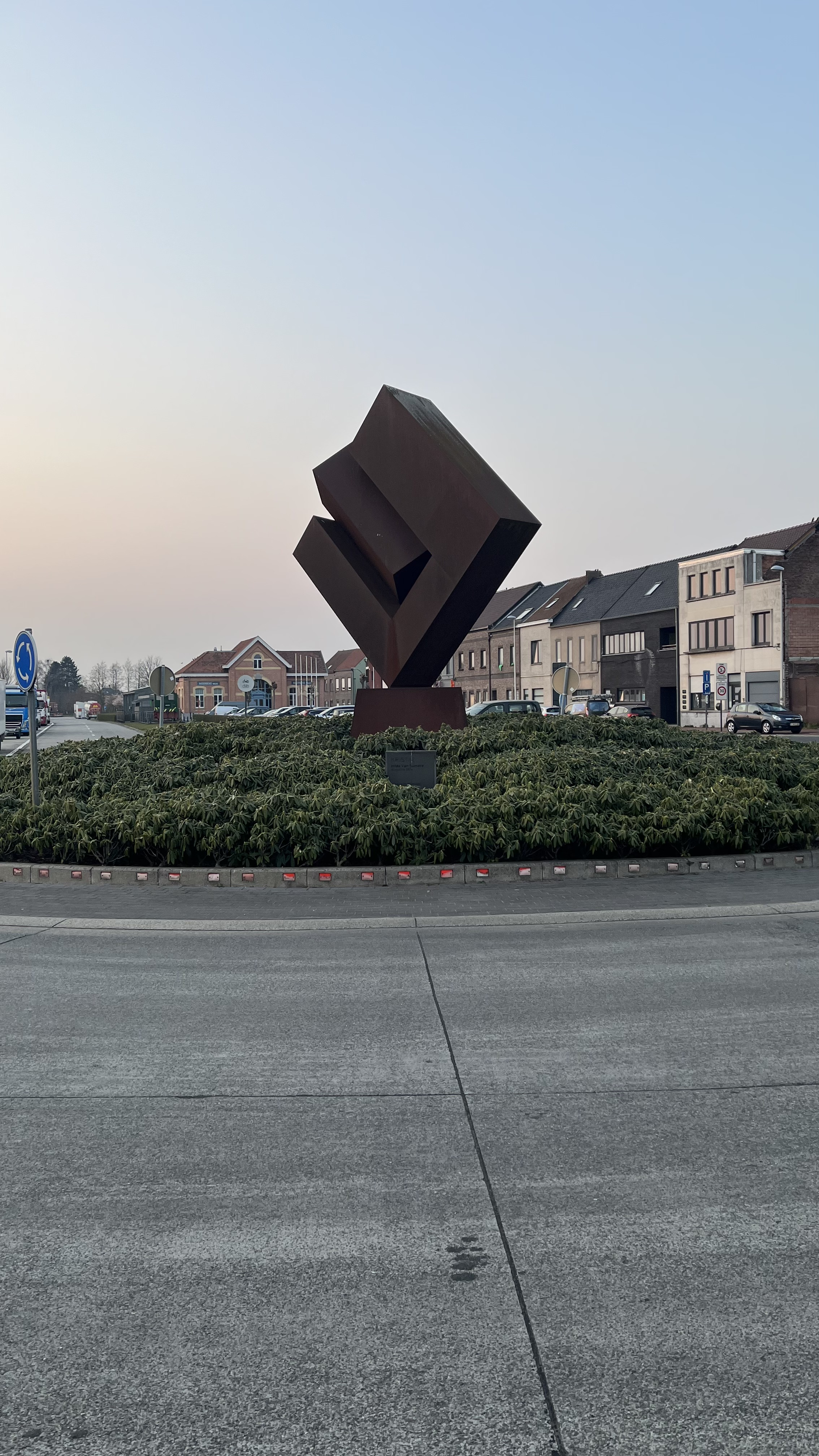
Het Suikerkristal
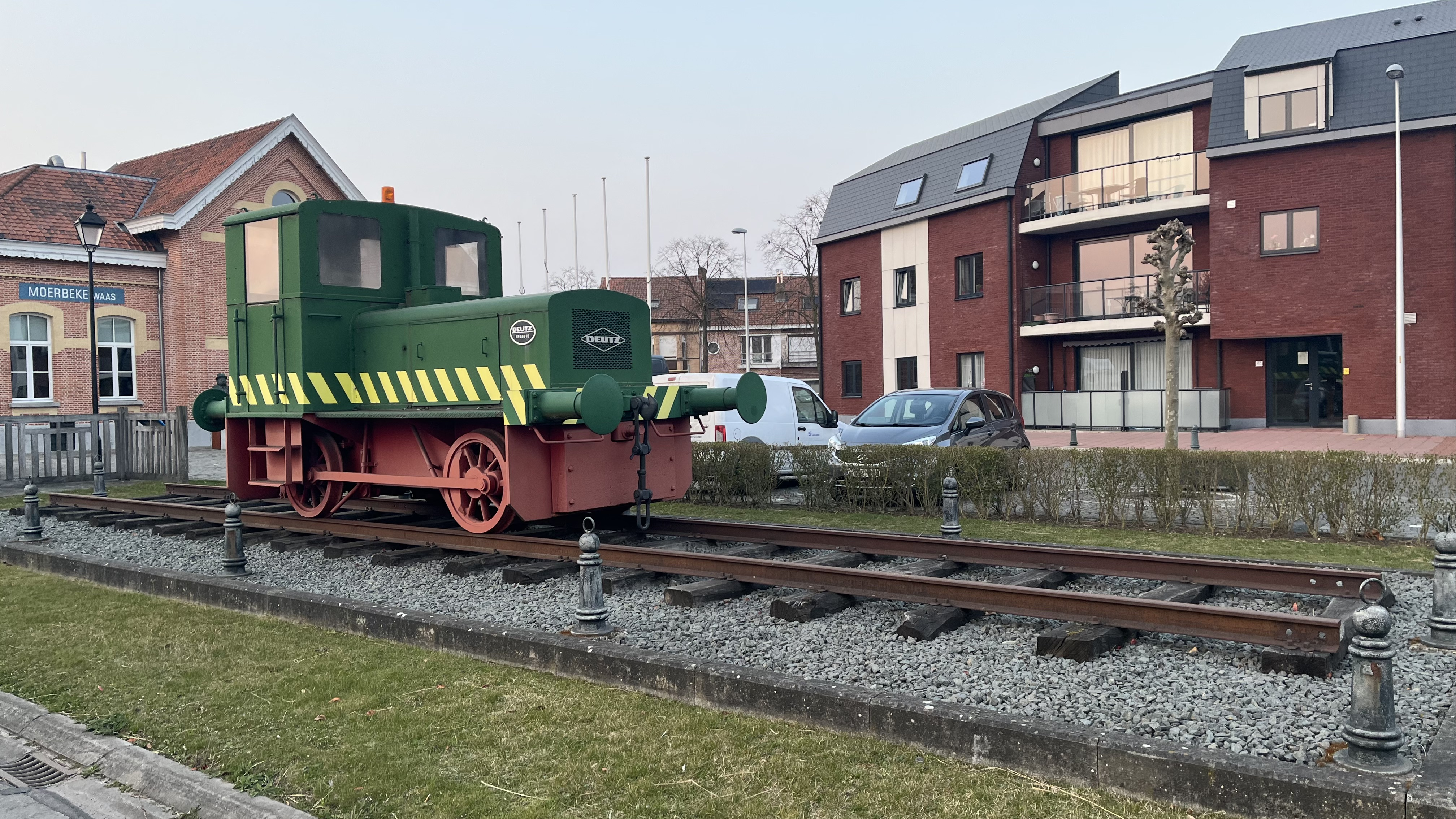
Diesellocomotief
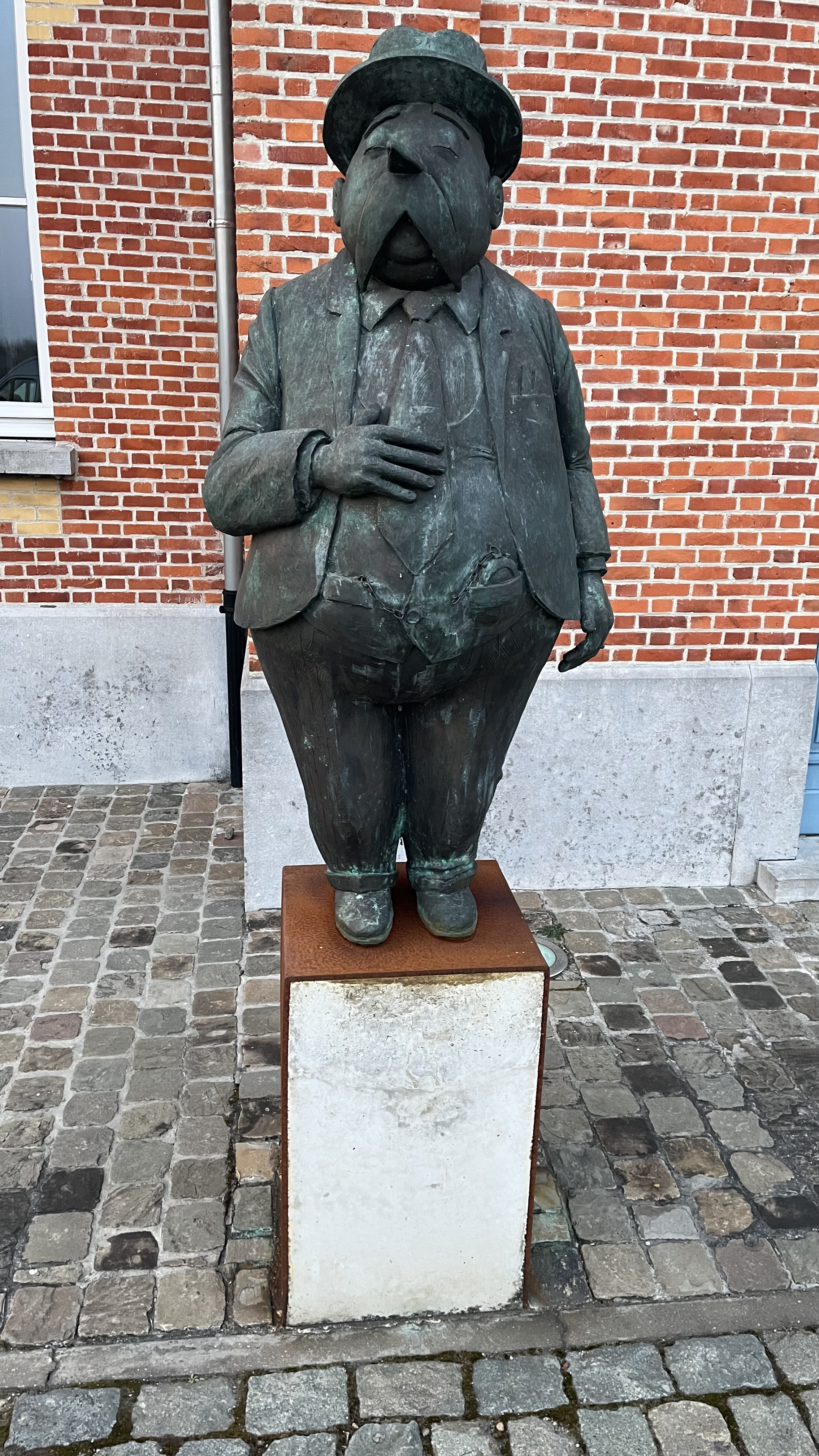
Meneer Pheip